# Friedrich Vordemberge
Friedrich Vordemberge, genannt Friedel Vordemberge (* 28. November 1897 in Osnabrück; † 8. April 1981 in Köln) war ein deutscher Maler und Hochschullehrer. Er war der Cousin des Grafikers und Malers Friedrich Vordemberge-Gildewart.

## Leben und Werk
In Osnabrück aufgewachsen, war Friedrich Vordemberge mit Erich Maria Remarque befreundet und gehörte 1915 zu dem romantischen Kreis, den Remarque in seinem Jugendroman Die Traumbude dargestellt hat. Friedrich Vordemberge wurde 1904 in der Ev. Knaben Mittelschule Osnabrück eingeschult. Nach Kriegsdienst in Russland und Frankreich und Studien an der Kunstakademie Weimar, die allerdings 1916 unterbrochen wurden, studierte er ab 1919 an den Berliner Kunstakademie (u. a. bei Lovis Corinth) und an der Düsseldorfer Kunstakademie (u. a bei Heinrich Nauen). Zwischendurch hielt er sich immer wieder in Osnabrück auf und, nachdem er 1921 Bühnenbildner und stellvertretender Direktor der Rheinischen Landesbühne in Düren geworden war, 1923 auch in Worpswede und Bremen. 1924 ließ er sich in Köln nieder und gründete die „Ausstellungsgemeinschaft Kölner Maler“. Friedrich Vordemberge wurde Mitglied des Deutschen Künstlerbundes und beteiligte sich an dessen großer Jahresausstellung 1929 im Kölner Staatenhaus mit einem Ölgemälde der Pariser Kathedrale Notre Dame.
Vordemberge wurde bald bekannt für seine farbintensiven Ölbilder, meist gegenständlich, oder leicht reduziert zu geometrischen Grundformen. Es sind Kompositionen von stabilen, gestaffelten Bildflächen, die sich an kubistischen Gestaltungsprinzipien orientieren. Ausgedehnte Studienreisen in den Süden ließen Vordemberge zum „italophilen Maestro“ der stimmungsvollen Aquarelle und Zeichnungen werden. Häufig mit Sand gemischte Farbmaterie verleiht seinen Ölbildern nun einen „pastelligen Charakter“. Seine künstlerischen Hauptthemen sind Stadt-Landschaft-Meer, Stillleben und „Dolce Vita“.
Auch im Zweiten Weltkrieg musste Vordemberge 1939–1940 als Soldat in Frankreich dienen. 1944 in Köln ausgebombt, zog er nach Honnef. Als er nach dem Krieg nach Köln zurückkehrte, organisierte er die Rheinische Künstlergemeinschaft „Köln 1945“. 1947 wurde er an die wiedereröffneten Kölner Werkschulen und 1959 zu ihrem Direktor berufen. 1961 folgte die Ernennung zum Professor und die Gründung eines Studios für Studenten in Vinci (Toskana). Auch nach seiner Emeritierung 1965 war er pädagogisch als Dozent für Malerei an der Fachhochschule für Kunst und Design in Köln tätig.

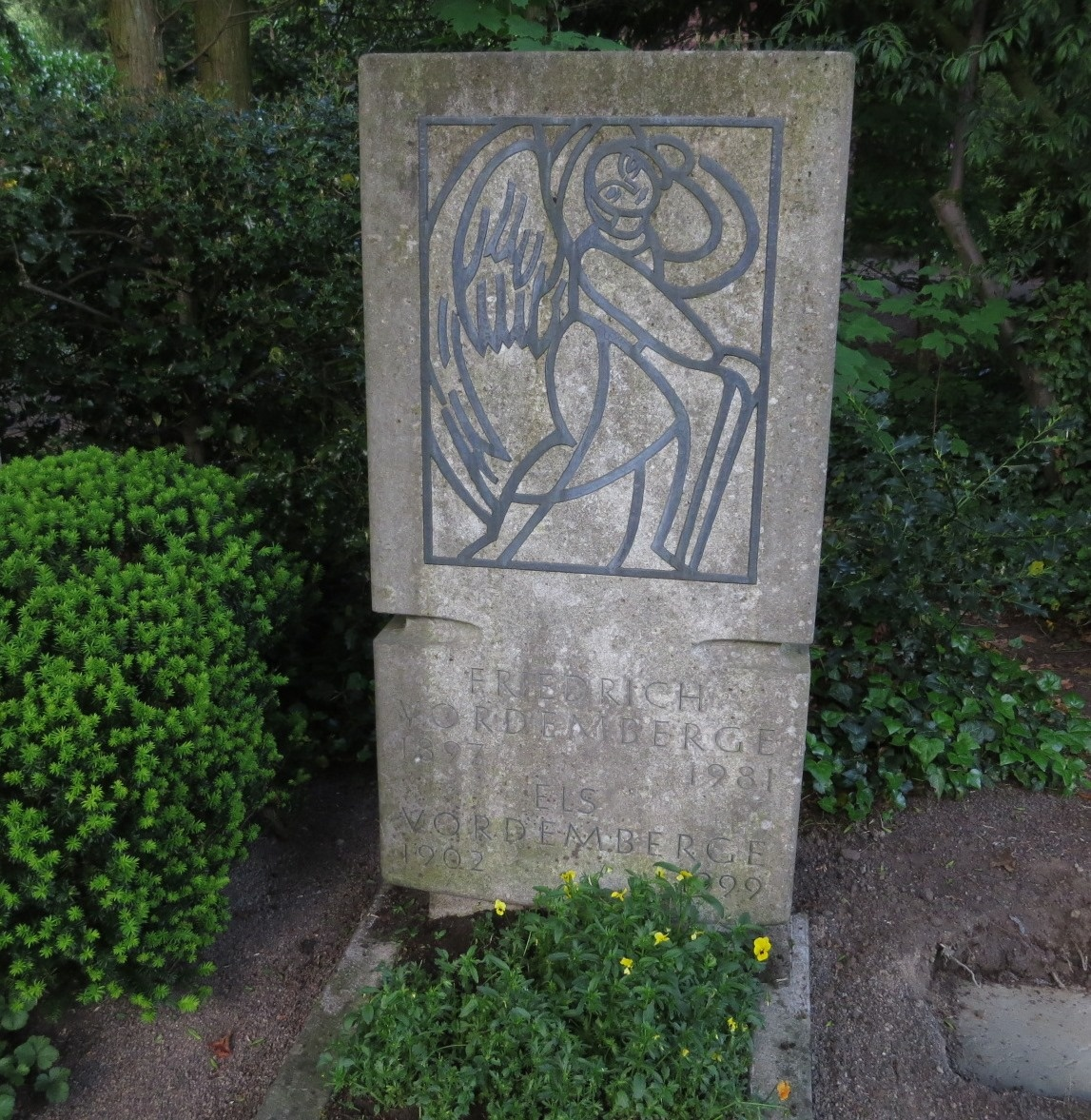
Grab auf dem Kölner Friedhof Melaten

Er war seit 1926 verheiratet mit Els Vordemberge, die nach Schauspielausbildung bei Louise Dumont und Engagements in Düsseldorf, Düren und Osnabrück ab 1927 Leiterin des Kinderfunks der WERAG war, bis sie 1933 als Jüdin entlassen wurde. 1946 wurde sie Leiterin des Kinderfunks beim NWDR Köln.
Ab 1948 wohnte Friedrich Vordemberge in Köln, Hansaring 17. Wenige Jahre vor seinem Tod zog er in eine Wohnung im gegenüberliegenden Haus Hansaring 18. Nach längerem Krankenhausaufenthalt starb er dort an einem Krebsleiden. Seine Grabstätte befindet sich auf dem Kölner Melaten-Friedhof (Abteilung Lit. J); der Grabstein wurde nach einem seiner Holzschnitte gestaltet.

## Ausstellungen (Auswahl)
- 1947: Kölnischer Kunstverein
- 1952: Städtisches Kunsthaus Bielefeld
- 1961: Städtische Galerie Oberhausen
- 1974: Kulturgeschichtliches Museum Osnabrück
- 1983: Galerie Glöckner, Köln
- 1983: Museum Ludwig Köln

## Ehrungen
- 1954: Cornelius-Preis der Stadt Düsseldorf
- 1954: Karl Ernst Osthaus-Preis der Stadt Hagen
- 1961: Medaille der Deutschen Nationalstiftung Campo Santo Teutonico in Rom
- 1962: Justus-Möser-Medaille der Stadt Osnabrück
- 1963: Großes Bundesverdienstkreuz
- 1966: Ehrenbürgerwürde der Stadt Vinci (Toskana) (Geburtsort Leonardo da Vincis)
- 1971: Ehrengast in der Villa Massimo in Rom

Die Stadt Köln vergibt jährlich einen Preis und ein Stipendium, das den Namen „Friedrich Vordemberge“ trägt.